# 에이드리언 즈메드

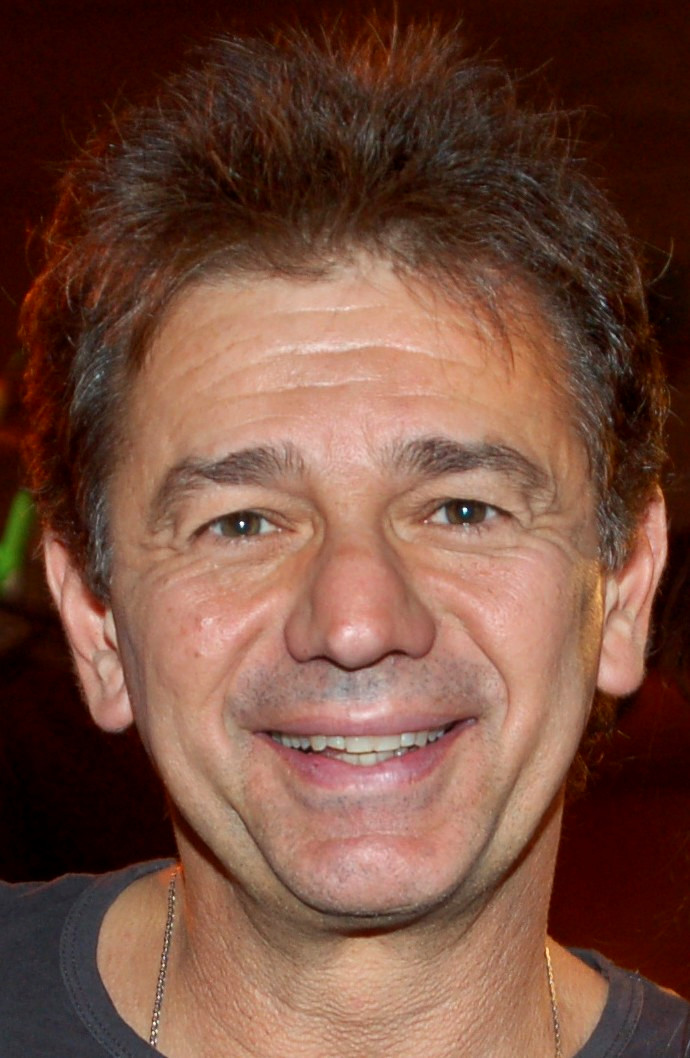

에이드리언 즈메드(Adrian Zmed, 1954년 3월 14일 ~ )는 미국의 가수, 배우이다.
시카고에서 태어났다.

## 방송
- 후커와 로마노

## 영화
- 스프링 브레이크 '83 (2014년)
- 더 드론 바이러스 (2004년) - 프랭크 역
- 트위스터 2 - 리벤지 오브 트위스터 (1998년)
- 위험한 증거 (1994년)
- 총각 파티 (1984년)
- 호텔 - 시리즈 (1983년)
- 더 파이널 테러 (1983년)
- 후커와 로마노 (1982년)
- 그리스 2 (1982년) - 자니 역
- 사랑의 유람선 (1977년)